# San Teodoro al Palatino
San Teodoro al Palatino (Titulus Sancti Theodori in Palatio), auch kurz San Toto genannt, ist eine Kirche in Rom im X. Rione Campitelli. Sie wurde im 6. Jahrhundert an der antiken Straße, die das Forum Romanum mit dem Forum Boarium entlang des Nordwestabhangs des Palatin verband, errichtet und ist dem Heiligen Theodor Tiro von Euchaita geweiht, der um 306 als Märtyrer gestorben ist.

## Geschichte

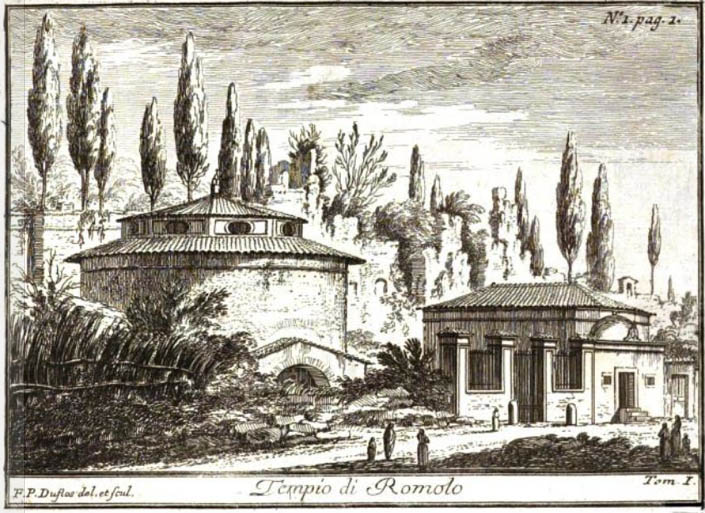
Der sogenannte Tempio di Romolo, Stich von F.-P. Duflos, Rom 1747

Die Kirche wurde Ende des 6. Jahrhunderts vermutlich über einem Rundtempel in der Nähe des Lupercal errichtet. Von dieser kleinen Rundkirche blieben nur die Apsis und Mauerreste erhalten, außerdem ein heidnischer Altar am Eingang. Die Kirche stand damals in einem Hof der noch in Betrieb befindlichen Horrea Agrippianae, des Getreidespeichers für diesen überwiegend von Griechen bewohnten Stadtteil. Kirchenpatron war der griechische Soldatenheilige Theodor, der damals vor allem in der Ostkirche verehrt wurde. Die Kirche, die zu den sieben ursprünglichen Diakonien der Stadt gehörte, wird bereits zur Zeit von Papst Gregor I. (590–604) als Diakonie erwähnt. Der erste Diakon soll von Papst Agatho 678 bestellt worden sein, während der erste mit Namen bekannte Diakon Roberto (um 1073) war. Unter Papst Sixtus V. (1585–1590) verlor sie ihren Status als Titelkirche. Im 16. Jahrhundert kam die irrige Vermutung auf, bei dem Rundbau habe es sich ursprünglich um einen antiken Tempel des Romulus gehandelt; darauf ist zurückzuführen, dass Künstler in der Folgezeit den Bildtitel „Tempio di Romolo“ gewählt haben.

## Baubeschreibung
1453 bis 1454 ließ Papst Nikolaus V. (1447–1455) durch Bernardo Rossellino einen kuppelgewölbten, in Ziegeln ausgeführten Rundbau mit drei Apsiden neu errichten, vermutlich auf alten Fundamenten. 1702 bis 1704 erhielt die Kirche durch Carlo Fontana ihre heutige Gestalt mit Vorhof und Treppenanlage zu der höher gelegenen Via San Teodoro.

## Titeldiakonie und Kardinaldiakone
Am 2. Dezember 1959 richtete Papst Johannes XXIII. den Titulus Sancti Theodori wieder ein. Erster Kardinaldiakon war William Theodore Heard. Auf ihn folgte 1979–1989 Ernesto Civardi, anschließend Kardinal Vincenzo Fagiolo. Seit 2000 ist der Titulus vakant. Johannes Paul II. überließ die Kirche dem Ökumenischen Patriarchat von Konstantinopel und der griechisch-orthodoxen Gemeinde in Rom.
2002 bis 2006 wurde die Kirche restauriert und für den byzantinischen Ritus umgestaltet. Am 1. Juli 2004 nahm der Patriarch Bartholomeos I. an der Weihungsfeier teil.

## Innenraum
Von dem um 600 entstandenen Mosaik in der Apsis des späten 6. Jahrhunderts blieb die Komposition bis heute erhalten; restauriert wurden um 1642 unter Kardinal Francesco Barberini vor allem das Haupt Christi, die Hand des Paulus, der jugendliche Heilige neben Paulus sowie der Goldgrund und die Zierleiste. Das Mosaik zeigt Christus mit Segensgestus, Kreuznimbus und Kreuzstab auf einer sternenbesetzten Weltkugel thronend; er trägt ein schwarzes Gewand mit goldenem Laticlavius, dem Symbol für einen hohen Status in der römischen Gesellschaft. Über ihm kommt die Hand Gottvaters mit Lorbeerkranz aus bunten Wolken. Auf der rechten Seite führt Petrus (mit Schlüssel) den Märtyrer Theodor (mit gemustertem Umhang) zu Christus, links geleitet Paulus (mit Schriftrolle) einen jungen Heiligen (Georg?). 

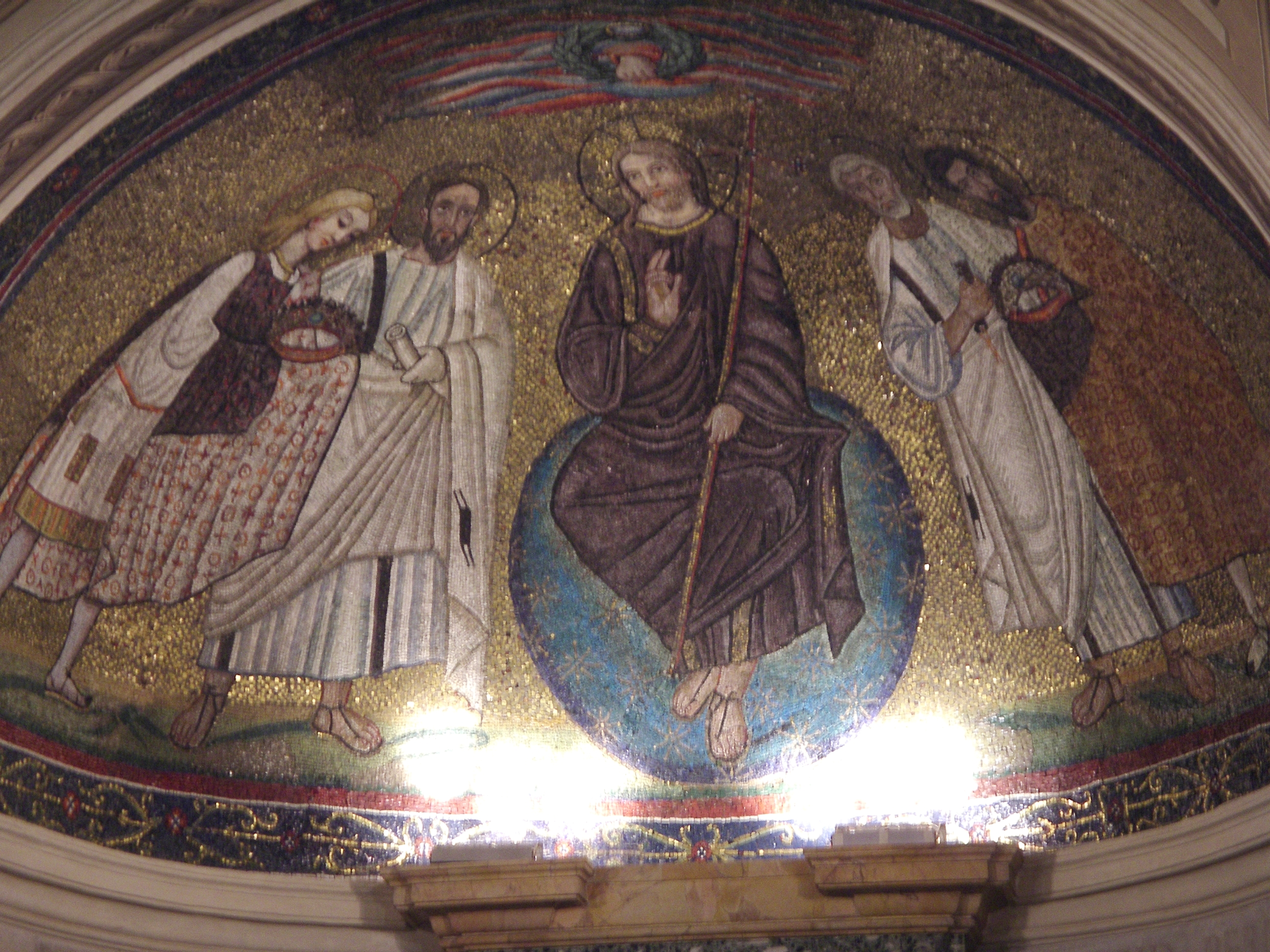
Apsismosaik, um 600

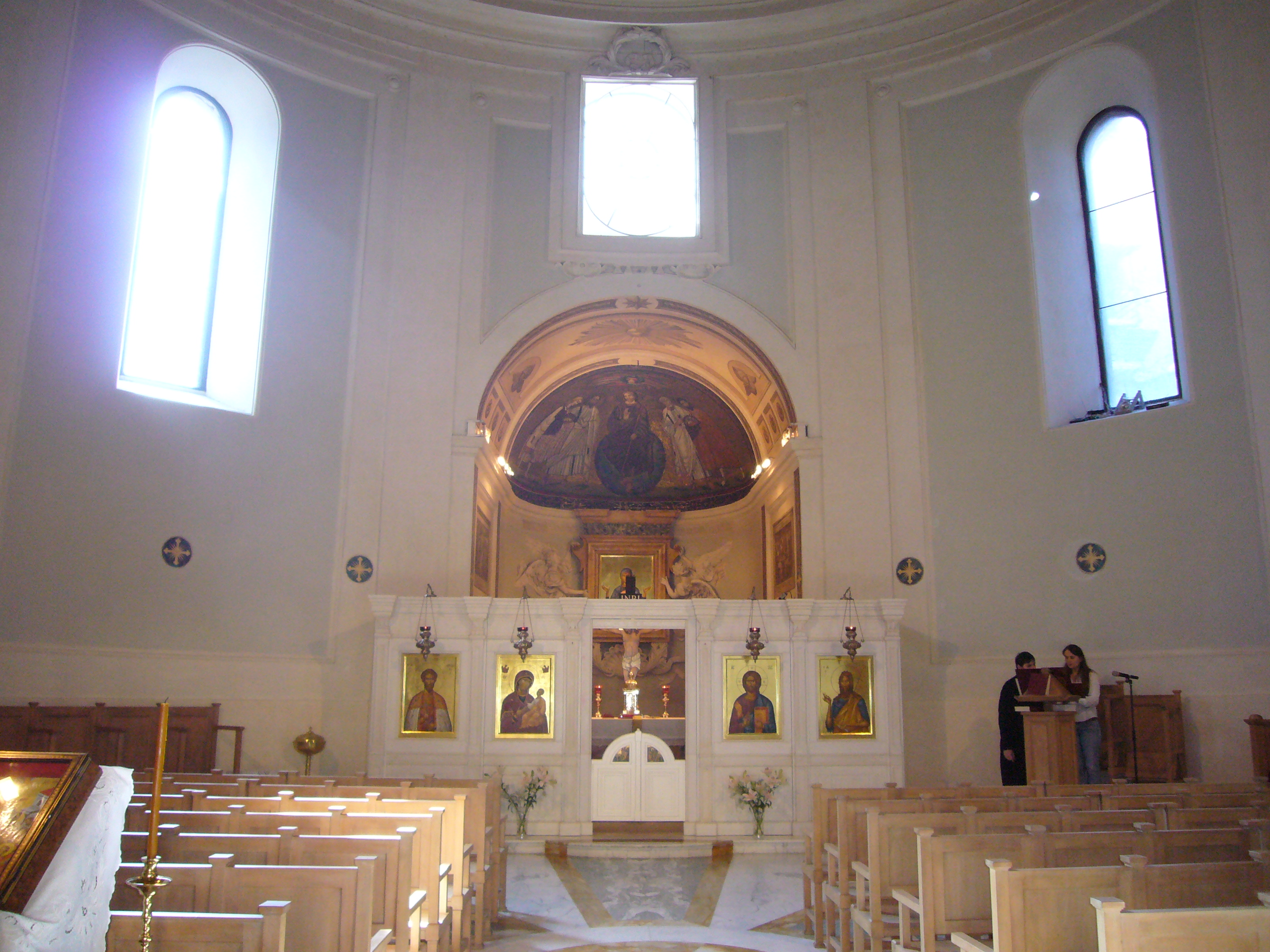
Heutiger Innenraum mit orthodoxer Ikonostase

Die beiden äußeren Heiligen tragen ihre Märtyrerkronen auf den Händen, die sie entsprechend dem byzantinischen Hofzeremoniell verhüllt haben. In der Kirche wurde bis 1471 die Kapitolinische Wölfin aufbewahrt.